# Чёрные глаза (песня, 2004)
«Чёрные глаза» — песня российского певца Айдамира Мугу, записанная в 2004 году. Композиция приобрела известность в начале 2000-х годов и стала одной из наиболее узнаваемых работ исполнителя.
Айдамир Мугу написал песню в возрасте 14 лет. Первоначально она предназначалась для исполнения на семейном торжестве. Аранжировку помог создать музыкант Аслан Тлебзу.
Песня вошла в дебютный альбом Мугу «Чёрные глаза», выпущенный в 2005 году. Распространение композиции происходило преимущественно через локальные музыкальные магазины, а также в цифровом формате.
По словам самого Мугу, авторские права на песню не были зарегистрированы в момент выпуска, из-за чего он не получал лицензионных отчислений от её коммерческого использования.
Несмотря на отсутствие широкой промо-кампании, песня получила популярность в регионах Северного Кавказа, а затем и по всей России, активно исполнялась на свадьбах, мероприятиях и использовалась в телепередачах. Мугу продолжал музыкальную карьеру, однако «Чёрные глаза» остаются его самой известной работой.